# Ergebnisse der Kommunalwahlen in Bern
In der Tabelle finden sich die  Ergebnisse der Kommunalwahlen in Bern.

## Parteien und politische Gruppierungen
- AL: Alternative Linke, seit 2008
- AP: Autopartei,  in der Stadt Bern ab 1987/88,[1] 1994 Umbenennung in →FPS
- ARP: Arbeitnehmer- und Rentnerpartei, ab 1995 Bezeichnung für den Zusammenschluss →VK / RSM[2]
- BDP: Bürgerlich-Demokratische Partei, Gründung 2008, 2021 Zusammenschluss mit →CVP zur →Mitte
- BGB: Bürgerpartei der Stadt Bern (Stadtberner Sektion der Bauern-, Gewerbe- und Bürgerpartei[1]), seit 1919, 1920 Kandidatur auf der →VBL, vor 1959 inkl. →CSP, ab 1971 →SVP
- BHB: Schweizerische Bauernheimatbewegung (auch als «Jungbauern» bekannt), kleinbäuerliche Protestbewegung aus den 1930er-Jahren. Ihr einziger Vertreter im Stadtrat könnte eine gewisse Nähe zum Frontismus gehabt haben.[3]
- CSP: Stadtberner Sektion der Konservativ-Christlichsozialen Volkspartei (früherer Namen der CVP Schweiz), vor 1959 Kandidatur auf Listen der →BGB,[4][5] 1971 Umbenennung in →CVP[6]
- CVP: Christlichdemokratische Volkspartei, ab 1971 (Umbenennung der →CSP), bei Stadtratswahl 2008 inkl. Liste «Die Liberalsozialen»[7], 2021 Zusammenschluss mit →BDP zur →Mitte
- DA: Demokratische Alternative, 1976 gegründet, 1989 Umbenennung in →GPB-DA[6]
- DP: Demokratische Partei, trat 1943 und 1947 bei den Gemeindewahlen an, 1951 Kandidatur auf Liste der FDP[1][8]
- EDU: Eidgenössisch-Demokratische Union, ab 1980 in der Stadtpolitik aktiv[6]
- EVP: Evangelische Volkspartei, seit 1919, vorher →PVCB
- FDP: FDP. Die Liberalen, vor 1895 →VF, 1895–2009 Freisinnig-Demokratische Partei,  inkl. Jungfreisinnige
- FPS: Freiheitspartei der Schweiz (Namen der Auto-Partei von 1994 bis 2009)
- FWB: Freiwirtschaftsbund der Stadt Bern, ab 1935, nach Spaltung des schweizerischen FWB 1946 Beitritt zur →LSP[1]
- GaP: radikalgrüne, radikaldemokratische Partei, ab 2017 (Umbenennung der→ GPB-DA, 1976 gegründet als →DA), 2024 Verzicht auf erneute Stadtratskandidatur
- GB: Grünes Bündnis, gründete sich 1987 als Zusammenschluss der →SAP, von →POCH-Mitgliedern sowie Personen aus verschiedenen neuen sozialen Bewegung
- GfB: «Die Mitte – Gemeinsam für Bern», 2008 angetretene Liste zur Unterstützung des von seiner Partei nicht wieder nominierten FDP-Gemeinderats Stephan Hügli, ihr einziger Stadtrat trat später der →glp bei[9][10][11][12]
- GFL: Grüne Freie Liste, seit 1997 (Umbenennung von →JBFL)
- GLP: Grünliberale Partei (inkl. Junge Grünliberale), seit 2008
- GPB-DA: Grüne Partei Bern – Demokratische Alternative, 1989 benannte sich die →DA um, 2017 erneute Umbenennung in Grün alternative Partei GaP,
- Grütli: Grütliverein, kandidierte 1920 und 1921 unter dem Namen «Sozialdemokratische Volkspartei / Grütliverein» auf einer eigenen Liste für den Stadtrat[1]
- Härd: Härdlütli, 1971 angetretene Liste von jungen Leuten aus der alternativ-nonkonformistischen hippienahen Künstlerszene.[13][14]
- Hofer: Liste Jimy Hofer, 2008 angetretene Liste um Jimy Hofer, Gründer des Berner Motorcycle Club Broncos und  lokale Bekanntheit, profilierte sich vor allem mit Law-and-Order-Themen und dem Einsatz für Anliegen von Autofahrern.[15][16] Kandidierte 2016 noch einmal erfolglos unter dem Namen «Mir si Bärn» («Wir sind Bern»).
- JA!: Junge Alternative, links-alternative Jugendpartei, seit 2020 Stadtberner Sektion der Junge Grünen Kanton Bern
- JB: Junges Bern, in den 1950er-Jahren gegründete Mitte-links Gruppierung, schloss sich 1991 der Freien Liste Kanton Bern an und benannte sich in  →JBFL um, seit 1997  →GFL[17]
- JBFL: Junges Bern Freie Liste, Bezeichnung des →JB nachdem es sich 1991 der Freien Liste Kanton Bern angeschlossen hatte, 1997 Umbenennung in →GFL[17]
- KDP: Konservativ-demokratische Partei, entstand 1898  aus den →VK (Rekonstruktion und Änderung der Bezeichnung des Wahlvorschlags 1904), 1920 Kandidatur auf der →VBL, 1921 Anschluss an →BGB[18]
- LdU: Landesring der Unabhängigen (1937–1998),  1998 Auflösung der Berner Ortsgruppe und Übertritt der Behördenmitglieder in die →GFL[1][19]
- LSP: Liberalsozialistische Partei, Nachfolgerin des →FWB, Vertreterin freiwirtschaftlichen Gedankenguts, Auflösung Ende 1950er-Jahre[1]
- Mitte: Die Mitte, gegründet 2021 als Zusammenschluss von und →CVP und →BDP
- NA: Nationale Aktion für Volk und Heimat, 1990 Umbenennung in Schweizer Demokraten (→SD)
- PdA: Partei der Arbeit, nach dem Zweiten Weltkrieg als prokommunistische Partei gegründet, von den 1950er- bis Mitte 1970er-Jahre nicht in der Stadtpolitik aktiv, mehrere erfolglose Stadtratskandidaturen von 1976 bis 1992, danach wiederum vorübergehender Rückzug aus der Stadtpolitik, zweite Reaktivierung 2004[1]
- POCH: Progressive Organisationen der Schweiz, seit 1973/74 in der Stadt Bern aktiv, Ende 1980er-Jahre Übertritt vieler Mitglieder in das →GB,[6] 1990 Zusammenschluss der Restpartei mit →GPB/DA[20]
- PVCB: Politische Vereinigung christlicher Bürger, 1917 von religiös-protestantisch ausgerichteten Mitgliedern der →KDP gegründet, ging 1919 in der →EVP auf[21]
- SAP: Sozialistische Arbeiterpartei, ursprünglich trotzkistische Gruppierung, 1980 erste (noch erfolglose) Stadtratskandidatur, 1987 Mitbegründerin des →GB[6]
- SD: Schweizer Demokraten, seit 1990 (Umbenennung der →NA)
- SP: Sozialdemokratische Partei (inkl. Jungsozialist*innen), vor 1890: Vertreter verschiedener Arbeitervereine auf Liste der →VF (gemeinsame Fraktion noch bis 1892), 1890–1899 Arbeiterunion und Sozialdemokratische Partei[22]
- SVP: Schweizerische Volkspartei, seit 1971 (Umbenennung der →BGB)
- TIF: Tier im Fokus, Organisation, die sich für Tierrechte einsetzt
- VBL: Vereinigte bürgerliche Liste, Wahlkoalition von →BGB und →KDP bei den Stadtratswahlen 1920[1]
- VF: Vereinigte Freisinnige der Stadt Bern, bis 1892 gemeinsame Fraktion mit →SP, ab 1895 →FDP[21]
- VK: Vereinigte Konservative der Stadt Bern, Wahlkoalition der traditionell-patrizischen Stadtkonservativen (Otto von Büren), der Stadtberner Anhänger des Populisten Ulrich Dürrenmatt sowie des liberalkonservativen Vereins der Unabhängigen (Edmund von Steiger), 1898 Gründung der →KDP[23]
- VK/RSM: Vertreter der Kleinverdiener / Rentner sprechen auch mit (1990–1995), die beiden Gruppierungen kandidierten für die Stadtratswahlen jeweils gemeinsam und fusionierten 1995 zur →ARP[2]

## Gemeinderat  (Exekutive)
Die Namen der Gemeinderäte seit 1920 finden sich im Artikel Gemeinderat (Bern).

### 1888–1920 (9 Mitglieder,Majorz)
| Partei | 1888 | 1891 | 1895 | 1899 | 1903 | 1907 | 1911 | 1915 | Partei |
| ------ | ---- | ---- | ---- | ---- | ---- | ---- | ---- | ---- | ------ |
| VF/FDP | 8    | 7    | 6    | 5    | 5    | 5    | 5    | 5    | VF/FDP |
| VK/KDP | 1    | 2    | 2    | 2    | 2    | 2    | 1    | 1    | VK/KDP |
| SP     |      |      | 1    | 2    | 2    | 2    | 3    | 3    | SP     |

### 1920–2004 (7 Mitglieder,Proporz)
| Partei    | 1920 | 1923 | 1927 | 1931 | 1935 | 1939 | 1943 | 1947 | 1951 | 1955 | 1959 | 1963 | 1967 | 1971 | 1976 | 1980 | 1984 | 1988 | 1992 | 1996 | 2000 | Partei    |
| --------- | ---- | ---- | ---- | ---- | ---- | ---- | ---- | ---- | ---- | ---- | ---- | ---- | ---- | ---- | ---- | ---- | ---- | ---- | ---- | ---- | ---- | --------- |
| SP        | 3    | 3    | 3    | 3    | 3    | 3    | 3    | 3    | 3    | 4    | 4    | 3    | 3    | 3    | 3    | 3    | 3    | 2    | 2    | 2    | 3    | SP        |
| FDP       | 2    | 2    | 2    | 2    | 2    | 2    | 2    | 2    | 2    | 1    | 1    | 2    | 1    | 2    | 1    | 2    | 2    | 2    | 2    | 1    | 1    | FDP       |
| BGB/SVP   | 2    | 2    | 2    | 2    | 2    | 2    | 2    | 2    | 2    | 2    | 1    | 1    | 1    | 1    | 1    | 1    | 1    | 1    |      | 1    | 1    | BGB/SVP   |
| JB/GFL    |      |      |      |      |      |      |      |      |      |      | 1    | 1    | 1    | 1    | 1    |      |      | 1    | 1    |      |      | JB/GFL    |
| LdU       |      |      |      |      |      |      |      |      |      |      |      |      | 1    |      |      |      |      |      |      | 1    |      | LdU       |
| CVP       |      |      |      |      |      |      |      |      |      |      |      |      |      |      |      |      | 1    | 1    | 1    | 1    | 1    | CVP       |
| GB        |      |      |      |      |      |      |      |      |      |      |      |      |      |      |      |      |      |      | 1    | 1    | 1    | GB        |
| parteilos |      |      |      |      |      |      |      |      |      |      |      |      |      |      | 1    | 1    |      |      |      |      |      | parteilos |

### Ab 2004 (5  Mitglieder, Proporz)
| Partei | 2004 | 2008 | 2012 | 2016 | 2020 | 2024 |
| ------ | ---- | ---- | ---- | ---- | ---- | ---- |
| SP     | 2    | 2    | 2    | 2    | 2    | 2    |
| GB     | 1    | 1    | 1    | 1    | 1    | 1    |
| GFL    |      |      |      | 1    | 1    | 1    |
| GLP    |      |      |      |      |      | 1    |
| CVP    |      | 1    | 1    | 1    | 1    |      |
| FDP    | 2    | 1    | 1    |      |      |      |

### Wähleranteile seit 2004
| Partei    | 2004   | 2008   | 2012   | 2016   | 2020   | 2024   |
| --------- | ------ | ------ | ------ | ------ | ------ | ------ |
| SP        | 49,2 % | 56,3 % | 59,0 % | 61,8 % | 63,7 % | 66,9 % |
| GB        | 49,2 % | 56,3 % | 59,0 % | 61,8 % | 63,7 % | 66,9 % |
| GFL       | 49,2 % | 56,3 % | 59,0 % | 61,8 % | 63,7 % | 66,9 % |
| GLP       |        |        | 18,2 % | 13,1 % | 19,5 % | 33,1 % |
| BDP       |        |        | 18,2 % | 13,1 % | 19,5 % | 33,1 % |
| EVP       |        |        | 18,2 % | 13,1 % | 19,5 % | 33,1 % |
| CVP/Mitte | 33,6 % | 33,2 % | 18,2 % | 13,1 % | 19,5 % | 33,1 % |
| FDP       | 33,6 % | 33,2 % | 22,8 % | 11,4 % | 15,0 % | 33,1 % |
| SVP       | 33,6 % | 33,2 % | 22,8 % | 10,7 % | 15,0 % | 33,1 % |
| SD        | 02,0 % |        |        | 00,4 % |        |        |
| Übrige    | 15,2 % | 10,5 % |        | 02,6 % | 01,8 % |        |

## Stadtrat (Legislative)

### Sitzverteilung 1888–1910
Von 1888 bis 1910 wurde (von den ersten Stadtratswahlen vom 29. Januar 1888 abgesehen) jedes Jahr in einer Erneuerungswahl ein Viertel der Stadtratsmitglieder (20 Sitze) gewählt. Untenstehende Tabelle gibt jeweils die gesamthafte Zusammensetzung des Stadtrats wieder. Bis 1894 fanden die Wahlen im Majorz-, danach im Proporzystem statt. Die Bedeutung der Parteiabkürzungen und Informationen zu den Parteien finden sich oben.
| Partei   | 1888 1 | 1888 1 | 1889 | 1890 | 1891 | 1892 | 1893 | 1894 | 1895 | 1896 | 1897 | 1898 | 1899 | 1900 | 1901 | 1902 | 1903 | 1904 | 1905 | 1906 | 1907 | 1908 | 1909 | 1910 | Partei   |
| -------- | ------ | ------ | ---- | ---- | ---- | ---- | ---- | ---- | ---- | ---- | ---- | ---- | ---- | ---- | ---- | ---- | ---- | ---- | ---- | ---- | ---- | ---- | ---- | ---- | -------- |
| SP       | 10     | 10     | 4    | 3    | 3    | 4    | 4    | 7    | 10   | 15   | 22   | 25   | 24   | 25   | 24   | 24   | 25   | 26   | 28   | 30   | 31   | 32   | 34   | 34   | SP       |
| VF / FDP | 50     | 50     | 56   | 57   | 57   | 55   | 55   | 55   | 53   | 48   | 42   | 36   | 36   | 36   | 36   | 37   | 37   | 35   | 35   | 33   | 33   | 34   | 33   | 35   | VF / FDP |
| VK / KDP | 20     | 20     | 20   | 20   | 20   | 21   | 21   | 18   | 17   | 17   | 16   | 19   | 20   | 19   | 20   | 19   | 18   | 19   | 17   | 17   | 16   | 14   | 13   | 11   | VK / KDP |

### Sitzverteilung 1911–1929
Von 1911 bis 1929 wurde alle zwei Jahre in einer Erneuerungswahl die Hälfte der Stadtratsmitglieder (40 Sitze) gewählt. Untenstehende Tabelle gibt jeweils die gesamthafte Zusammensetzung des Stadtrats wieder. Die Bedeutung der Parteiabkürzungen und Informationen zu den Parteien finden sich oben.
| Partei     | 1911 | 1913 | 1915 | 1917 | 1920 2 | 1921 | 1923 | 1925 | 1927 | 1929 | Partei     |
| ---------- | ---- | ---- | ---- | ---- | ------ | ---- | ---- | ---- | ---- | ---- | ---------- |
| SP         | 36   | 35   | 37   | 42   | 41     | 38   | 38   | 38   | 40   | 41   | SP         |
| FDP        | 35   | 36   | 34   | 28   | 20     | 15   | 18   | 21   | 22   | 21   | FDP        |
| VBL / BGB  |      |      |      |      | 16     | 23   | 22   | 19   | 16   | 16   | VBL / BGB  |
| KDP        | 9    | 9    | 9    | 9    |        |      |      |      |      |      | KDP        |
| PVCB / EVP |      |      |      | 1    | 2      | 2    | 2    | 2    | 2    | 2    | PVCB / EVP |
| Grütli     |      |      |      |      | 1      | 2    |      |      |      |      | Grütli     |

### Sitzverteilung seit 1931
Seit 1931 wird der gesamte Stadtrat (80 Sitze) alle vier Jahre neu gewählt. Standardmässig sortiert ist die Tabelle nach der Gesamtsumme der seit 1931 von der jeweiligen Partei erzielten Mandate (d. h. nach der ungefähren Bedeutung der Partei über den gesamten Zeitraum). Die Bedeutung der Parteiabkürzungen und Informationen zu den Parteien finden sich oben.
| Partei            | 1931 | 1935 | 1939 3 | 1943 | 1947 | 1951 | 1955 | 1959 | 1963 | 1967 | 1971 | 1976 4 | 1980 | 1984 | 1988 | 1992 | 1996 | 2000 | 2004 | 2008 | 2012 | 2016 | 2020 | 2024 | Partei            |
| ----------------- | ---- | ---- | ------ | ---- | ---- | ---- | ---- | ---- | ---- | ---- | ---- | ------ | ---- | ---- | ---- | ---- | ---- | ---- | ---- | ---- | ---- | ---- | ---- | ---- | ----------------- |
| SP                | 39   | 39   | 38     | 39   | 33   | 35   | 37   | 37   | 35   | 33   | 33   | 27     | 27   | 23   | 20   | 23   | 28   | 28   | 24   | 20   | 23   | 24   | 23   | 27   | SP                |
| FDP               | 21   | 19   | 18     | 15   | 18   | 18   | 16   | 17   | 17   | 16   | 17   | 16     | 17   | 18   | 17   | 15   | 15   | 18   | 15   | 10   | 8    | 9    | 8    | 8    | FDP               |
| BGB / SVP         | 18   | 18   | 17     | 19   | 17   | 17   | 16   | 10   | 10   | 8    | 9    | 9      | 9    | 7    | 8    | 8    | 8    | 11   | 10   | 8    | 10   | 9    | 7    | 6    | BGB / SVP         |
| JB / GFL          |      |      |        |      |      |      | 2    | 4    | 4    | 5    | 5    | 7      | 6    | 6    | 7    | 5    | 4    | 5    | 10   | 9    | 8    | 8    | 7    | 6    | JB / GFL          |
| GB                |      |      |        |      |      |      |      |      |      |      |      |        |      |      | 4    | 6    | 7    | 6    | 8    | 8    | 9    | 9    | 10   | 10   | GB                |
| LdU               |      |      | 2      | 3    | 6    | 5    | 5    | 6    | 7    | 11   | 7    | 5      | 3    | 3    | 2    | 2    | 2    |      |      |      |      |      |      |      | LdU               |
| CSP / CVP / Mitte |      |      |        |      |      |      |      | 4    | 5    | 5    | 4    | 5      | 5    | 4    | 4    | 3    | 2    | 3    | 3    | 3    | 2    | 2    | 2    | 5    | CSP / CVP / Mitte |
| EVP               | 2    | 2    | 2      | 1    | 1    | 2    | 2    | 2    | 2    | 2    | 4    | 4      | 4    | 3    | 2    | 3    | 2    | 2    | 2    | 2    | 2    | 2    | 2    | 2    | EVP               |
| GLP               |      |      |        |      |      |      |      |      |      |      |      |        |      |      |      |      |      |      |      | 4    | 7    | 8    | 11   | 9    | GLP               |
| NA / SD           |      |      |        |      |      |      |      |      |      |      |      | 4      | 4    | 9    | 7    | 4    | 4    | 3    | 2    | 1    |      |      |      |      | NA / SD           |
| JA!               |      |      |        |      |      |      |      |      |      |      |      |        |      |      |      | 1    | 2    | 2    | 2    | 2    | 1    | 2    | 3    | 3    | JA!               |
| BDP               |      |      |        |      |      |      |      |      |      |      |      |        |      |      |      |      |      |      |      | 6    | 7    | 3    | 2    |      | BDP               |
| DA / GPB-DA / GaP |      |      |        |      |      |      |      |      |      |      |      | 1      | 2    | 2    | 2    | 2    | 1    | 1    | 1    | 2    | 1    | 1    | 1    |      | DA / GPB-DA / GaP |
| FWB / LSP         |      | 2    | 2      | 2    | 2    | 2    | 2    |      |      |      |      |        |      |      |      |      |      |      |      |      |      |      |      |      | FWB / LSP         |
| POCH              |      |      |        |      |      |      |      |      |      |      |      | 2      | 3    | 4    | 2    |      |      |      |      |      |      |      |      |      | POCH              |
| AP / FPS          |      |      |        |      |      |      |      |      |      |      |      |        |      |      | 4    | 5    | 2    |      |      |      |      |      |      |      | AP / FPS          |
| PdA               |      |      |        |      | 2    | 1    |      |      |      |      |      |        |      |      |      |      |      |      | 1    | 1    | 1    | 1    | 1    | 1    | PdA               |
| AL                |      |      |        |      |      |      |      |      |      |      |      |        |      |      |      |      |      |      |      |      | 1    | 2    | 3    | 2    | AL                |
| VK/RSM / ARP      |      |      |        |      |      |      |      |      |      |      |      |        |      |      |      | 2    | 2    | 1    | 1    |      |      |      |      |      | VK/RSM / ARP      |
| EDU               |      |      |        |      |      |      |      |      |      |      |      |        |      |      | 1    | 1    | 1    |      | 1    | 1    |      |      |      |      | EDU               |
| Hofer             |      |      |        |      |      |      |      |      |      |      |      |        |      |      |      |      |      |      |      | 2    |      |      |      |      | Hofer             |
| DP                |      |      |        | 1    | 1    |      |      |      |      |      |      |        |      |      |      |      |      |      |      |      |      |      |      |      | DP                |
| TIF               |      |      |        |      |      |      |      |      |      |      |      |        |      |      |      |      |      |      |      |      |      |      |      | 1    | TIF               |
| GfB               |      |      |        |      |      |      |      |      |      |      |      |        |      |      |      |      |      |      |      | 1    |      |      |      |      | GfB               |
| SAP               |      |      |        |      |      |      |      |      |      |      |      |        |      | 1    |      |      |      |      |      |      |      |      |      |      | SAP               |
| Härd              |      |      |        |      |      |      |      |      |      |      | 1    |        |      |      |      |      |      |      |      |      |      |      |      |      | Härd              |
| BHB               |      |      | 1      |      |      |      |      |      |      |      |      |        |      |      |      |      |      |      |      |      |      |      |      |      | BHB               |

### Wähleranteile seit 1992
Die untenstehende Tabelle gibt eine Übersicht über die Wähleranteil der politischen Parteien und Gruppierungen seit 1992. Die Bedeutung der Parteiabkürzungen und Informationen zu den Parteien finden sich oben.
| Partei     | 1992   | 1996   | 2000   | 2004   | 2008   | 2012   | 2016   | 2020   | 2024   |
| ---------- | ------ | ------ | ------ | ------ | ------ | ------ | ------ | ------ | ------ |
| SP         | 27,4 % | 32,8 % | 34,1 % | 29,1 % | 24,6 % | 28,0 % | 28,7 % | 27,5 % | 32,6 % |
| GB         | 6,6 %  | 8,1 %  | 6,9 %  | 9,3 %  | 8,9 %  | 10,4 % | 10,2 % | 13,0 % | 11,6 % |
| glp        |        |        |        |        | 5,2 %  | 8,1 %  | 9,8 %  | 13,1 % | 10,7 % |
| FDP        | 18,3 % | 17,8 % | 20,7 % | 18,1 % | 12,1 % | 10,0 % | 11,2 % | 9,5 %  | 9,5 %  |
| SVP        | 9,3 %  | 9,3 %  | 13,6 % | 12,9 % | 9,2 %  | 11,1 % | 11,1 % | 8,5 %  | 7,9 %  |
| GFL        | 6,2 %  | 5,2 %  | 5,9 %  | 11,6 % | 10,9 % | 9,4 %  | 10,4 % | 9,3 %  | 7,6 %  |
| CVP/Mitte  | 4,0 %  | 3,4 %  | 3,8 %  | 3,9 %  | 4,6 %  | 2,8 %  | 2,4 %  | 3,2 %  | 6,1 %  |
| JA!        | 1,3 %  | 2,4 %  | 2,6 %  | 2,6 %  | 3,2 %  | 2,1 %  | 3,0 %  | 3,6 %  | 3,6 %  |
| AL         |        |        |        |        |        | 1,5 %  | 2,2 %  | 3,2 %  | 2,7 %  |
| EVP        | 3,5 %  | 3,3 %  | 3,0 %  | 3,6 %  | 2,7 %  | 3,2 %  | 2,7 %  | 2,4 %  | 2,3 %  |
| PdA        | 0,6 %  |        |        | 1,6 %  | 1,6 %  | 1,0 %  | 1,7 %  | 1,4 %  | 1,5 %  |
| TIF        |        |        |        |        |        |        |        |        | 1,5 %  |
| EDU        | 2,0 %  | 1,8 %  | 1,2 %  | 1,3 %  | 1,3 %  | 1,2 %  | 0,7 %  | 0,6 %  | 0,6 %  |
| BDP        |        |        |        |        | 7,8 %  | 7,8 %  | 3,7 %  | 2,4 %  |        |
| GPB-DA/GaP | 3,2 %  | 1,3 %  | 1,5 %  | 1,8 %  | 2,4 %  | 1,8 %  | 1,4 %  | 1,3 %  |        |
| Hofer      |        |        |        |        | 2,8 %  |        | 0,5 %  |        |        |
| SD         | 5,8 %  | 5,7 %  | 3,1 %  | 2,8 %  | 1,1 %  | 0,9 %  | 0,3 %  |        |        |
| GfB        |        |        |        |        | 1,0 %  |        |        |        |        |
| ARP        | 2,4 %  | 2,2 %  | 1,7 %  | 1,4 %  | 0,6 %  |        |        |        |        |
| AP/FPS     | 6,9 %  | 3,2 %  | 0,8 %  |        |        |        |        |        |        |
| LdU        | 2,5 %  | 2,5 %  |        |        |        |        |        |        |        |
| Übrige     |        | 0,9 %  | 1,1 %  |        |        | 0,7 %  |        | 1,0 %  | 1,7 %  |

## Sitzverteilung im Stadtrat seit 1888: Grafische Darstellungen
Für den Zeitraum 1888–1931 sind nur die Wahlergebnisse jener Jahre dargestellt, in denen gleichzeitig auch der Gemeinderat gewählt wurde.

### Ergebnisse der Einzelwahlen
| 1888 Insgesamt 80 Sitze - SP: 10 - VF: 50 - VK: 20                                                                                             | 1891 Insgesamt 80 Sitze - SP: 3 - VF: 57 - VK: 20                                                                                            | 1895 Insgesamt 80 Sitze - SP: 10 - FDP: 53 - VK: 17 | 1899 Insgesamt 80 Sitze - SP: 24 - FDP: 36 - VK/KDP: 20                                                                                              |
| 1903 Insgesamt 80 Sitze - SP: 25 - FDP: 37 - VK/KDP: 18                                                                                        | 1907 Insgesamt 80 Sitze - SP: 31 - FDP: 33 - KDP: 16                                                                                         | 1911 Insgesamt 80 Sitze - SP: 36 - FDP: 35 - KDP: 9 | 1915 Insgesamt 80 Sitze - SP: 37 - FDP: 34 - KDP: 9                                                                                                  |
| 1920 Insgesamt 80 Sitze - SP: 41 - Grütli: 1 - EVP: 2 - FDP: 20 - VBL: 16                                                                      | 1923 Insgesamt 80 Sitze - SP: 38 - EVP: 2 - FDP: 18 - BGB: 22                                                                                | 1927 Insgesamt 80 Sitze - SP: 40 - EVP: 2 - FDP: 22 - BGB: 16 | 1931 Insgesamt 80 Sitze - SP: 39 - EVP: 2 - FDP: 21 - BGB: 18                                                                                        |
| 1935 Insgesamt 80 Sitze - SP: 39 - FWB: 2 - EVP: 2 - FDP: 19 - BGB: 18                                                                         | 1939 Insgesamt 80 Sitze - SP: 38 - FWB: 2 - LdU: 2 - EVP: 2 - FDP: 18 - BGB: 17 - BHB: 1                                                     | 1943 Insgesamt 80 Sitze - SP: 39 - FWB: 2 - LdU: 3 - EVP: 1 - DP: 1 - FDP: 15 - BGB: 19                                                                            | 1947 Insgesamt 80 Sitze - PdA: 2 - SP: 33 - LSP: 2 - LdU: 6 - EVP: 1 - DP: 1 - FDP: 18 - BGB: 17                                                     |
| 1951 Insgesamt 80 Sitze - PdA: 1 - SP: 35 - LSP: 2 - LdU: 5 - EVP: 2 - FDP: 18 - BGB: 17                                                       | 1955 Insgesamt 80 Sitze - SP: 37 - LSP: 2 - JB: 2 - LdU: 5 - EVP: 2 - FDP: 16 - BGB: 16                                                      | 1959 Insgesamt 80 Sitze - SP: 37 - JB: 4 - LdU: 6 - EVP: 2 - KCV: 4 - FDP: 17 - BGB: 10                                                                            | 1963 Insgesamt 80 Sitze - SP: 35 - JB: 4 - LdU: 7 - EVP: 2 - KCV: 5 - FDP: 17 - BGB: 10                                                              |
| 1967 Insgesamt 80 Sitze - SP: 33 - JB: 5 - LdU: 11 - EVP: 2 - KCV: 5 - FDP: 16 - BGB: 8                                                        | 1971 Insgesamt 80 Sitze - Härd: 1 - SP: 33 - JB: 5 - LdU: 7 - EVP: 4 - CVP: 4 - FDP: 17 - SVP: 9                                             | 1976 Insgesamt 80 Sitze - POCH: 2 - DA: 1 - SP: 27 - JB: 7 - LdU: 5 - EVP: 4 - CVP: 5 - FDP: 16 - SVP: 9 - NA: 4                                                   | 1980 Insgesamt 80 Sitze - POCH: 3 - DA: 2 - SP: 27 - JB: 6 - LdU: 3 - EVP: 4 - CVP: 5 - FDP: 17 - SVP: 9 - NA: 4                                     |
| 1984 Insgesamt 80 Sitze - POCH: 4 - DA: 2 - SAP: 1 - SP: 23 - JB: 6 - LdU: 3 - EVP: 3 - CVP: 4 - FDP: 18 - SVP: 7 - NA: 9                      | 1988 Insgesamt 80 Sitze - POCH: 2 - DA: 2 - GB: 4 - SP: 20 - JB: 7 - LdU: 2 - EVP: 2 - CVP: 4 - FDP: 17 - SVP: 8 - EDU: 1 - Auto: 4 - NA: 7  | 1992 Insgesamt 80 Sitze - GPB-DA: 2 - GB/JA!: 7 - SP: 23 - JBFL: 5 - LdU: 2 - EVP: 3 - CVP: 3 - FDP: 15 - SVP: 8 - EDU: 1 - Auto: 5 - VKM/RSP: 2 - SD: 4           | 1996 Insgesamt 80 Sitze - GPB-DA: 1 - GB/JA!: 9 - SP: 28 - JBFL: 4 - LdU: 2 - EVP: 2 - CVP: 2 - FDP: 15 - SVP: 8 - EDU: 1 - Auto: 2 - ARP: 2 - SD: 4 |
| 2000 Insgesamt 80 Sitze - GPB-DA: 1 - GB/JA!: 8 - SP: 28 - GFL: 5 - EVP: 2 - CVP: 3 - FDP: 18 - SVP: 11 - ARP: 1 - SD: 3                       | 2004 Insgesamt 80 Sitze - PdA: 1 - GPB-DA: 1 - GB/JA!: 10 - SP: 24 - GFL: 10 - EVP: 2 - CVP: 3 - FDP: 15 - SVP: 10 - EDU: 1 - ARP: 1 - SD: 2 | 2008 Insgesamt 80 Sitze - PdA: 1 - GPB-DA: 2 - GB/JA!: 10 - SP: 20 - GFL: 9 - EVP: 2 - GLP/GfB: 5 - CVP: 3 - BDP: 6 - FDP: 10 - SVP: 8 - Hofer: 2 - EDU: 1 - SD: 1 | 2012 Insgesamt 80 Sitze - PdA: 1 - AL: 1 - GPB-DA: 1 - GB/JA!: 10 - SP: 23 - GFL: 8 - EVP: 2 - GLP: 7 - CVP: 2 - BDP: 7 - FDP: 8 - SVP: 10           |
| 2016 Insgesamt 80 Sitze - PdA: 1 - AL: 2 - GPB-DA: 1 - GB/JA!: 11 - SP/JUSO: 24 - GFL: 8 - EVP: 2 - GLP: 8 - CVP: 2 - BDP: 3 - FDP: 9 - SVP: 9 | 2020 Insgesamt 80 Sitze - PdA: 1 - AL: 3 - GaP: 1 - GB/JA!: 13 - SP/JUSO: 23 - GFL: 7 - EVP: 2 - GLP: 11 - CVP: 2 - BDP: 2 - FDP: 8 - SVP: 7 | 2024 Insgesamt 80 Sitze - PdA: 1 - AL: 2 - Tier im Fokus: 1 - GB/JA!: 13 - SPS/JUSO: 27 - GFL: 6 - EVP: 2 - glp/jglp: 9 - Mitte: 5 - FDP: 8 - SVP: 6               | |
| --- | --- | --- | --- |